# Ferdinand Koch
Ferdinand Heinrich August Koch (* 29. September 1832 in Grünenplan; † 21. August 1904 in Brückfeld bei Höxter) war ein Hüttenbesitzer und Reichstagsabgeordneter.
Koch war Besitzer des Eisenwerks Friedrich-Carls-Hütte bei Delligsen im damaligen Herzogtum Braunschweig. Außerdem gehörte ihm mit seinem Bruder Friedrich Koch die Glashütte in Grünenplan, die die Bezeichnung Gebrüder Koch'sche Glasfabrik trug und die 1871 zur Deutschen Spiegelglas AG wurde. 1866 war er Abgeordneter der Landesversammlung des Herzogtums Braunschweig.
In einer Ersatzwahl am 6. Januar 1869 wurde er zum Mitglied des Norddeutschen Reichstags gewählt und war von 1871 bis 1878 Mitglied des Deutschen Reichstags für die Nationalliberale Partei für den Reichstagswahlkreis Herzogtum Braunschweig 3 (Holzminden-Gandersheim).